# Mathieu Joannis
Pour les articles homonymes, voir Joannis.
Mathieu Joannis, né le 14 novembre 1754 à Paris, mort le 15 mars 1823 à Saint-Maur (Val-de-Marne), est un militaire français de la Révolution et de l’Empire.

## États de service
Il entre en service le 14 décembre 1771, comme soldat au régiment de Monsieur, et le 4 mai 1774, il s’engage pour six ans au régiment provinciale de Paris. De 1779 à 1781, il fait les campagnes de l’armée d’Irlande. Il est nommé caporal le 9 janvier 1780, et le 4 mai 1781, il obtient son congé par ancienneté. 
Le 13 juillet 1789, il est élu lieutenant de chasseurs dans la garde nationale active de Paris, et le 4 septembre 1792, il passe avec son grade dans le 7e bataillon de volontaires de Paris, dont il est proclamé lieutenant-colonel commandant le 8 du même mois. Il fait les campagnes de 1792 et 1793, aux armées du Nord et des Ardennes. Prisonnier en l’an II, il ne rentre en France qu’à la fin de l’an III. 
Replacé comme chef de bataillon dans la 41e demi-brigade de bataille, dont le 7e bataillon de volontaire de Paris fait alors partie, il sert en l’an IV à l’armée de l’Intérieur. Envoyé à l’armée d’Italie, il est destitué, par arrêté du Directoire du 29 novembre 1797, par suite de faux rapports faits contre lui. Il est honorablement acquitté le 12 mars 1799, par le conseil de guerre de la 8e division militaire, et réintégré dans la plénitude de ses droits. Il est appelé au commandement du 2e bataillon auxiliaire de l’Aisne le 8 août 1799, et il sert à l’armée du Rhin pendant les ans VII et VIII. Le 24 février 1800, il passe par incorporation à la 42e demi-brigade de ligne, comme chef de bataillon à la suite. Le 2 janvier 1801, il est confirmé dans son emploi, par un arrêté du premier Consul. 
De l’an IX à l’an XII, il fait la guerre aux armées d’Helvétie et de Naples. Il est nommé major du 81e régiment d’infanterie de ligne le 22 décembre 1803, et il est fait chevalier de la Légion d’honneur le 25 mars 1804. Il fait les campagnes de l’an XIII à 1809, en Italie, en Dalmatie, et à la Grande Armée. Il est promu colonel le 27 mars 1809, au 53e régiment d’infanterie de ligne, et il est grièvement blessé le 6 juillet 1809, lors de la bataille de Wagram. Il est obligé de quitter le service actif. L’Empereur lui confie le commandement d’armes de Pérouse le 19 juin 1811. Mis en non activité en 1813, il est admis à la retraite le 1er mars 1816.
Il meurt le 15 mars 1823, à Saint-Maur.

## Sources
- A. Lievyns, Jean Maurice Verdot, Pierre Bégat, Fastes de la Légion-d'honneur, biographie de tous les décorés accompagnée de l'histoire législative et réglementaire de l'ordre, Tome 4, Bureau de l’administration, 1844, 640 p. (lire en ligne), p. 450.
- « Cote LH/1367/12 », base Léonore, ministère français de la Culture
- Léon Hennet, Les volontaires nationaux pendant la Révolution, tome 1, Paris, Maison Quantin, 1906, p. 630.
- Léon Hennet, Etat militaire de France pour l’année 1793, Siège de la société, Paris, 1903, p. 335.
- Danielle Quintin et Bernard Quintin, Dictionnaires des colonels de Napoléon, S.P.M., 2013, 978 p. (ISBN 978-2-296-53887-0, lire en ligne)